# Bena-Dibele
Bena-Dibele, (ou Bene-Dibele) est une localité du territoire de Kole dans la province de Sankuru en République démocratique du Congo.

## Géographie
La localité est située sur la rivière Sankuru au sud du chef-Lieu territorial Kole. 

## Histoire
En juin 2013, la localité se voit conférer le statut de ville, constituée de deux communes : Bena-Dibele et Lowele. Ce statut ne sera pas maintenu lors de la réforme administrative mise en place en 2015.

## Administration
En 2019, la localité n'a plus le statut de ville, ni de commune rurale. Elle fait partie du secteur Betetela-Dibele.